# Ernst Cregel

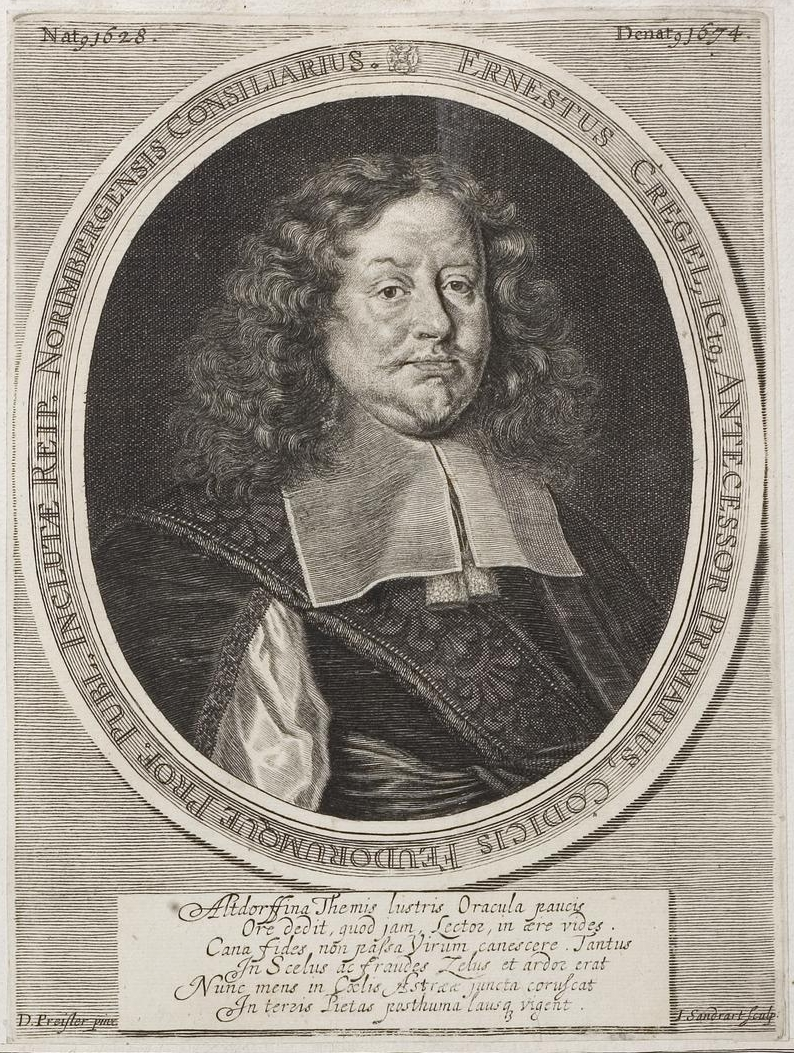
Ernst Cregel

Ernst Cregel, auch Gregel, Kregel, Ernestus Cregelius (* 24. Januar 1628 in Uelzen; † 16. Juli 1674 in Altdorf) war ein deutscher Jurist.

## Leben
Ernst Cregel war ein Sohn des Superintendenten in Uelzen Heino Cregel  (1594–1663). Er besuchte die Schule in Uelzen und das Katharineum zu Lübeck; ab März 1648 studierte er an der Universität Rostock zunächst Evangelische Theologie. Er wohnte bei seinem Schwager, dem Professor August Varenius. In Rostock schrieb er sich in das erhaltene Stammbuch von Heinrich Russel ein. Da sein Vater sein Vermögen und seine theologische Bibliothek durch den Uelzener Stadtbrand 1646 verloren hatte, wandte sich Ernst Cregel den Rechtswissenschaften zu. 1650 war er Respondent einer Disputation unter dem Vorsitz von Heinrich Rahn. Er setzte sein Studium an der Universität Leipzig und ab 1651 an der Universität Altdorf fort, besonders bei Wilhelm Ludwell (1598–1663).
In Altdorf wurde er 1654 zum Dr. jur. promoviert. 1657 wurde er der erste Inhaber des neu errichteten Lehrstuhls für Öffentliches Recht (Ius publicum). Er präsidierte über eine Vielzahl an Disputationen und Dissertationen. Daneben war er als Ratskonsulent für den Rat der Reichsstadt Nürnberg tätig.
Seit dem 11. Dezember 1654 war er verheiratet mit Margarete, geb. Kobe, der Witwe des Nürnberger Patriziers Hieronymus Anton Welser (1617–1647).